# Sinularia paulae
Sinularia paulae is een zachte koraalsoort uit de familie Alcyoniidae. De koraalsoort komt uit het geslacht Sinularia. Sinularia paulae werd in 1998 voor het eerst wetenschappelijk beschreven door Benayahu. 